# Куколівка (Мінська область)
Куколівка (біл. вёска Куколевка) — село в складі Червенського району Мінської області, Білорусь. Село підпорядковане Червенській сільській раді, розташоване в центральній частині області.